# Asellia tridens
Asellia tridens é uma espécie de morcego da família Hipposideridae. Pode ser encontrada no norte da África e no sudoeste da Ásia.